# Тонтола (Форли-Чезена)
Тонтола је насеље у Италији у округу Форли-Чезена, региону Емилија-Ромања.
Према процени из 2011. у насељу је живело 273 становника. Насеље се налази на надморској висини од 211 м.